# Indonesische keuken

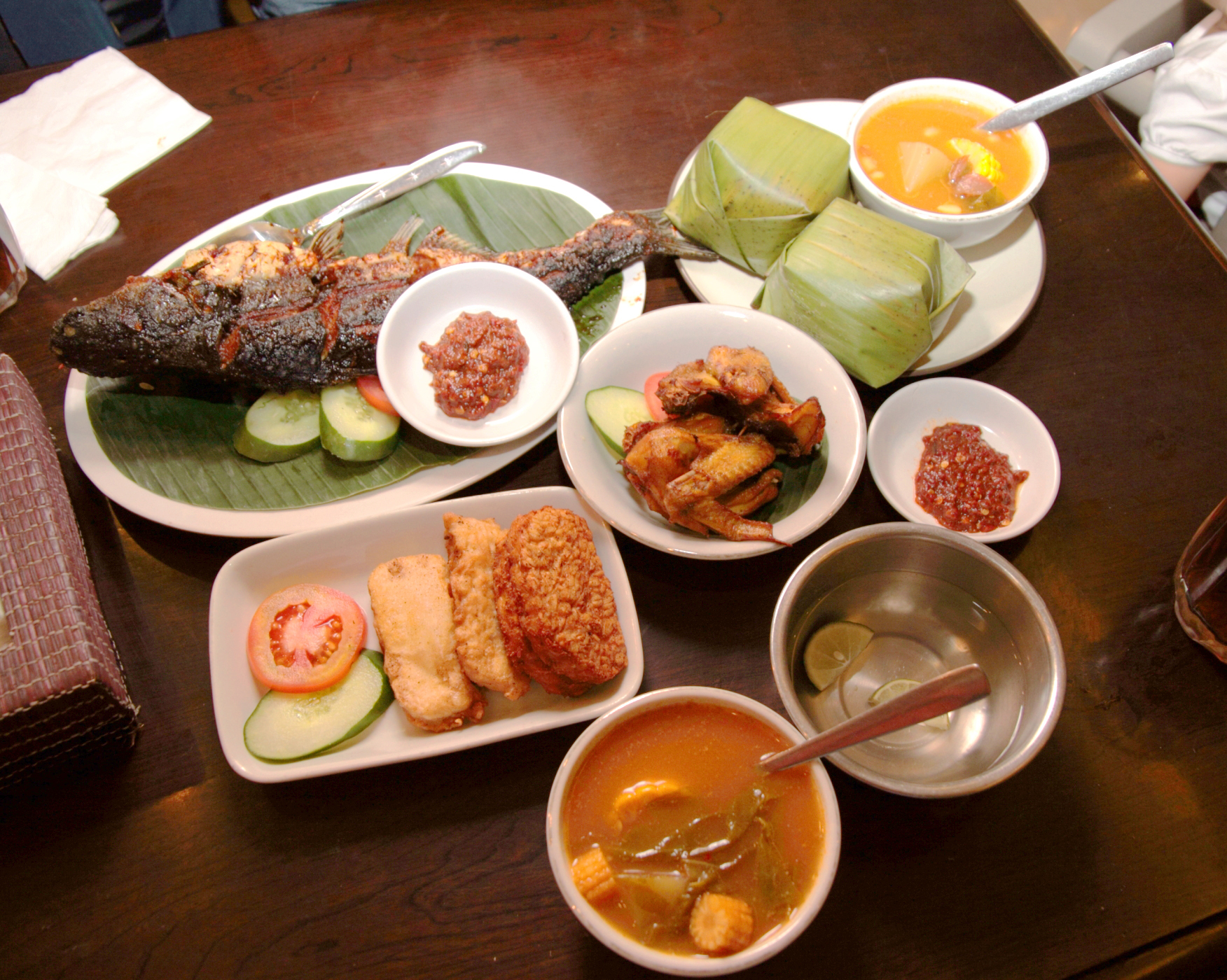
Gerechten uit de Soendanese keuken

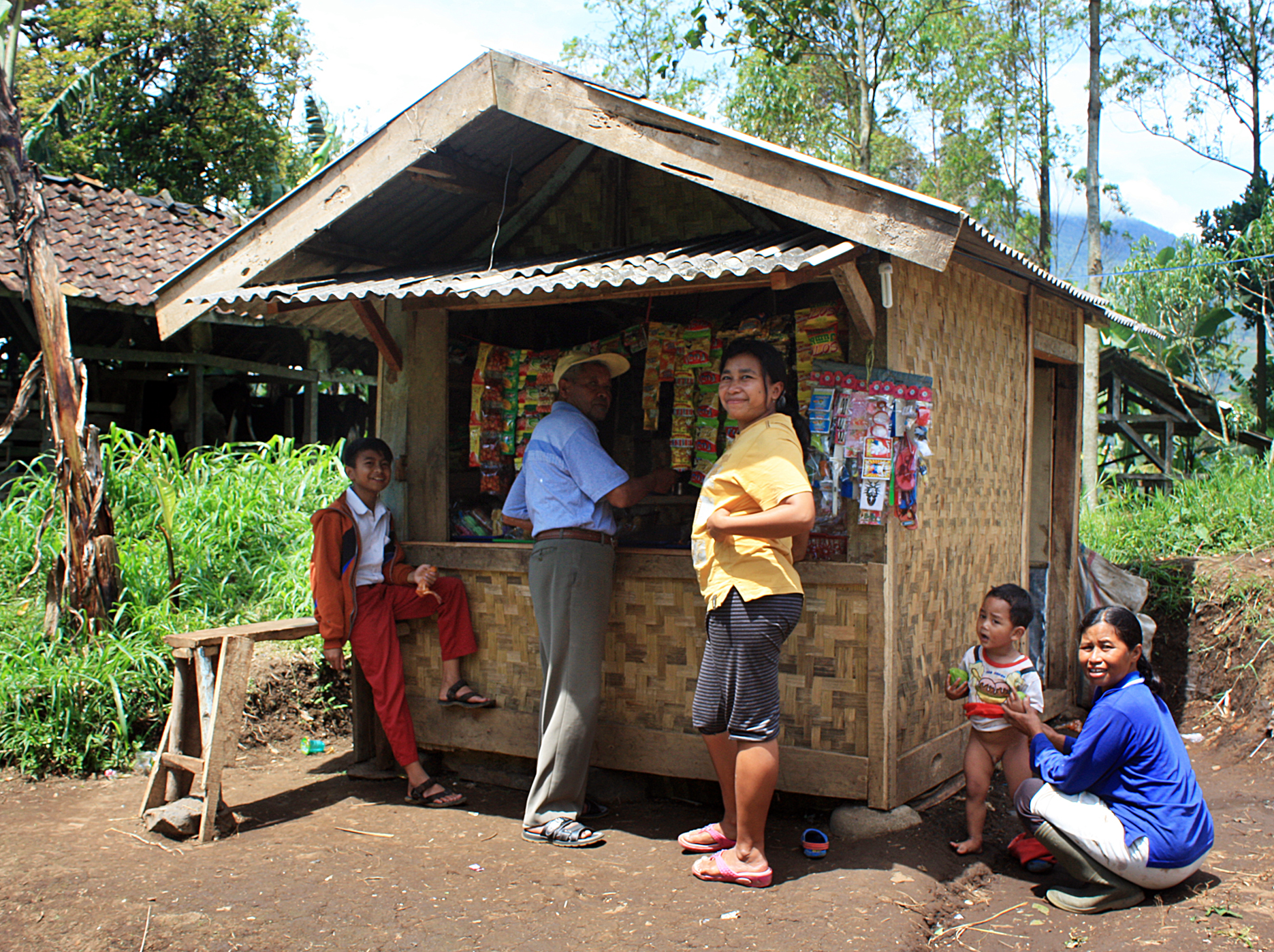
Een warung is een kleine winkel of eetgelegenheid en speelt een grote rol in het dagelijkse leven in Indonesië.

Onder de Indonesische keuken (niet te verwarren met de Indische keuken) worden de authentieke Indonesische gerechten verstaan. De keuken is zeer divers. Indonesië kent een verscheidenheid aan volkeren verspreid over zo'n 16000 eilanden, waarvan er enkele duizenden bewoond zijn. Veel eilanden kennen hun eigen recepten, die met specifieke kruiden worden bereid. Zo zijn de gerechten op Sumatra in het algemeen veel pittiger dan op Java. De gerechten van Midden-Java zijn doorgaans wat zoeter van smaak. Daar wordt onder andere ook meer gebruikgemaakt van goela jawa (Javaanse suiker). In Oost-Java en op Madura wordt in diverse gerechten petis (een op marmite gelijkend product gemaakt van garnalen) gebruikt.
De keuken heeft onder invloed gestaan van de Chinese, de Indiase, de Arabische en ook de Nederlandse keuken. Elk heeft zijn bijdrage geleverd aan de grote verscheidenheid aan gerechten in de Indonesische keuken.
Het basisvoedsel is rijst (nasi) dat al duizenden jaren een centrale plek inneemt in de landbouw. In de mythologie kende men zelf een speciale god voor de rijst en de vruchtbaarheid: Dewi Sri. De rijst wordt veelal aangevuld met een sajoer en een vleesgerecht (ook: kip en vis) en eieren (sambal goreng telor), tahoe en tempé komen in veel gerechten voor. Maar er zijn ook gebieden in Indonesië waar veel cassave wordt gegeten in plaats van rijst of tapioca (Molukken). Door de handel met Nederland en China heeft de tarwe langzaamaan ook een bescheiden positie verworven waardoor noedels, bami, roti en brood op het menu zijn komen te staan.

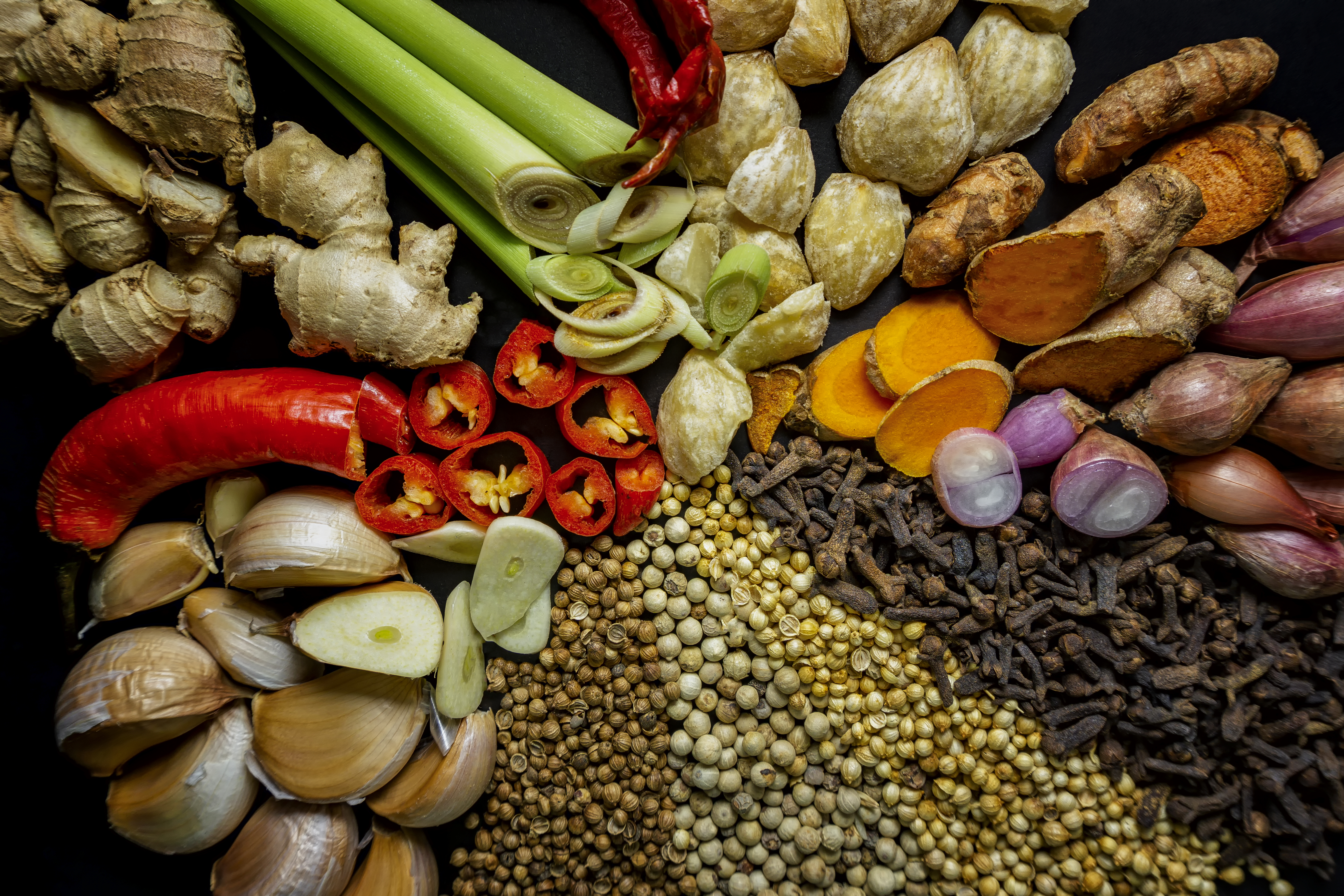
Een selectie Indonesische kruiden

De Indonesische keuken kent een grote hoeveelheid kruiden. De meest gebruikte zijn: laos, djintan (komijn), djahé (gemberwortel), kentjoer, koenjit (kurkuma, geelwortel), ketoembar (korianderzaden) en sereh (citroengras). Diverse bladeren (daun), zoals daun salam, het Indische laurierblad en de daun jeroek poeroet (citroenblad). In vrijwel ieder gerecht wordt gebruikgemaakt van uien, knoflook en sambal of lomboks en soms ook gefermenteerde garnalen, trassie.
In veel gerechten wordt verder santen (kokosmelk) toegevoegd voor de speciale, zachte smaak. Ook het gebruik van ketjap (sojasaus) is algemeen.
Als bijgerecht is er vaak kroepoek, atjar (vaak acar campur) en sambal.

## Nationale gerechten

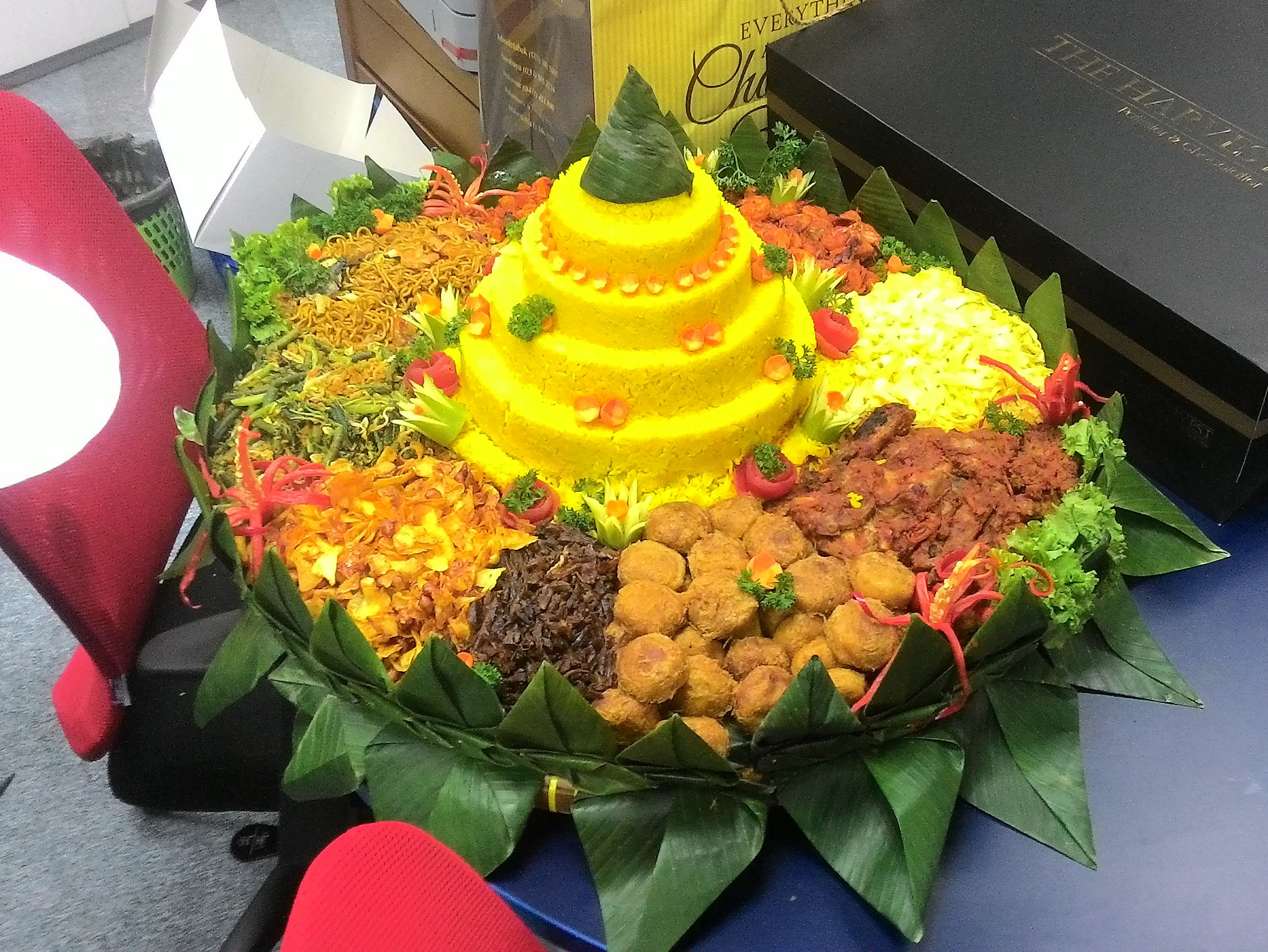
Tumpeng

Indonesië kent meerdere gerechten die als nationaal gerecht worden gezien. Deze hebben overigens per regio een andere bereidingswijze maar dragen wel door het hele land dezelfde naam. Als nationaal gerecht hebben ze een symbolische betekenis waarbij de verschillende volkeren met hun eigen bereidingswijzen via de keuken met elkaar verbonden zijn. Deze gerechten zijn:
- Tumpeng is een ceremonieel gerecht met rijst die in een kegelvorm is opgestapeld. Het wordt o.a. gegeten bij het Slametanritueel.
- Rendang is in kokosmelk gekookt vlees, meestal van de waterbuffel, met groenten. Als het vocht helemaal drooggekookt is spreekt men van droge rendang. Rendang komt oorspronkelijk van de Minangkabau, een volk uit West-Sumatra. Het wordt door heel het land gegeten, met name bij belangrijke gebeurtenissen.
- Soto is een soep die per regio sterk verschilt.
- Nasi goreng is in een wok gebakken rijst. Vaak worden hier de kliekjes van de vorige dag doorheen gebakken, gemengd met ei. Het wordt zowel als avondeten, lunch en ontbijt gegeten.
- Gadogado is een mengsel van ei en groenten in pindasaus.
- Saté zijn stukjes geroosterd vlees op een spiesje.

## In Nederland en Suriname

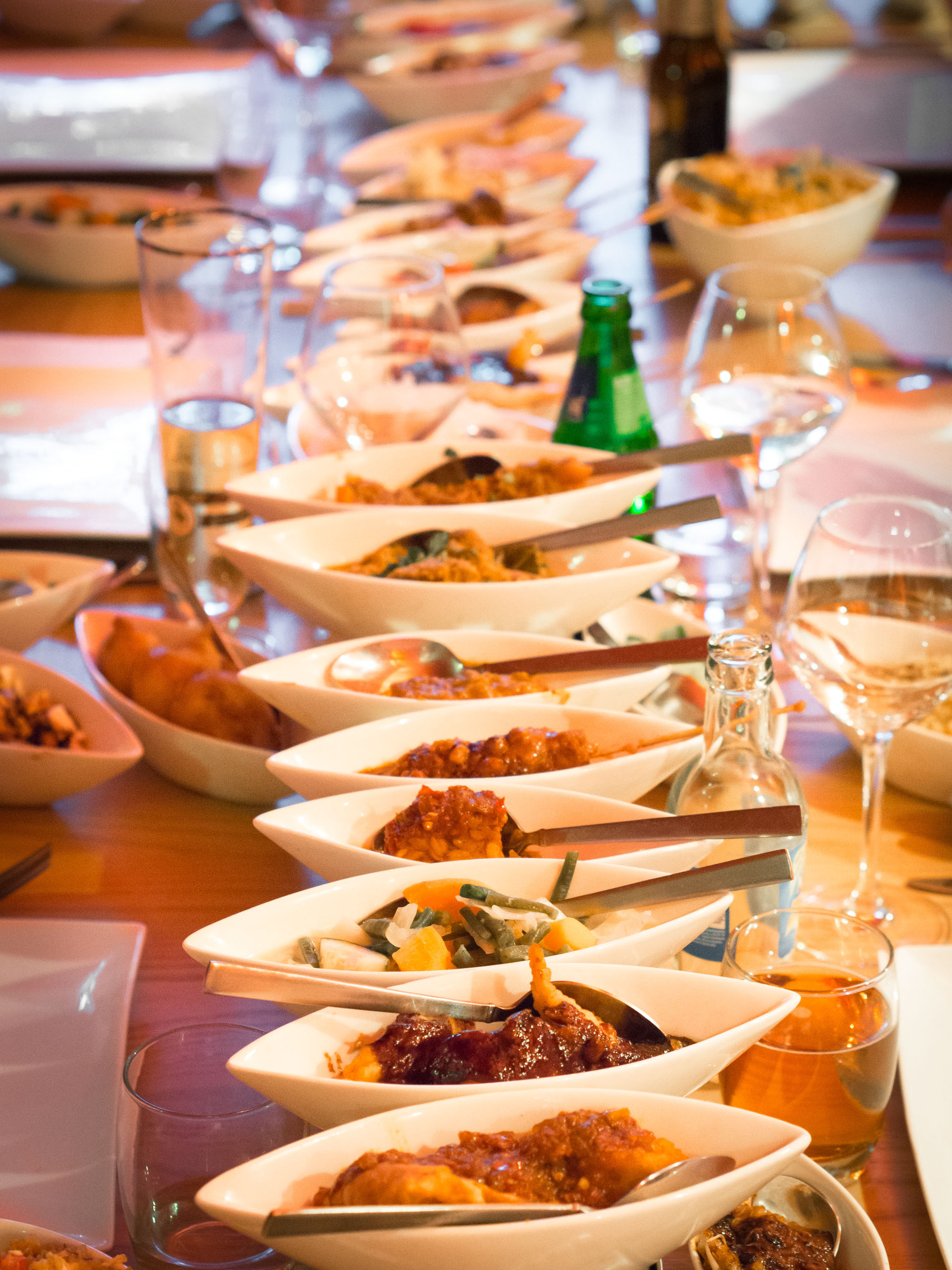
Een rijsttafel in Nederland.

Na de onafhankelijkheid van Indonesië kwamen veel Nederlands-Indische mensen naar Nederland. Dit had als gevolg dat in het hele land Chinees-Indische restaurants werden geopend. In de jaren zestig bedroeg het aantal Chinees(-Indische) restaurants ruim tweehonderd en in de jaren zeventig groeide dit aantal uit tot tweeduizend, wat neerkwam op 25% van alle horecagelegenheden. De Indonesische keuken zou daardoor een grote invloed hebben op het eetpatroon van de Nederlanders. Uit Indonesië kwam onder meer nasi, bami, saté, babi pangang, gadogado en kroepoek in de Nederlandse keuken terecht.
Het gerecht babi pangang wordt in het overwegend Islamitische Indonesië weinig gegeten omdat het geroosterd varkensvlees betreft. Het gerecht is waarschijnlijk door de Chinezen in Indonesië geïntroduceerd en wordt vooral gegeten door het grotendeels Christelijke Batak-volk, dat rondom het Tobameer in Noord-Sumatra leeft. Het gerecht was destijds populair onder de Nederlanders in Nederlands-Indië. Vandaar dat het in Nederland op de menukaarten kwam. Een ander belangrijk gerecht dat in Nederland werd geïntroduceerd was de rijsttafel. Een gerecht bestaand uit rijst met soms wel 44 uitgebalanceerde bijgerechten, dat geïnspireerd was op het Europese banket.
Doordat in de 19e en 20e eeuw veel Javanen in Suriname op de plantages kwamen werken heeft de Javaanse keuken veel invloed gehad op de Surinaamse keuken.

## Galerij

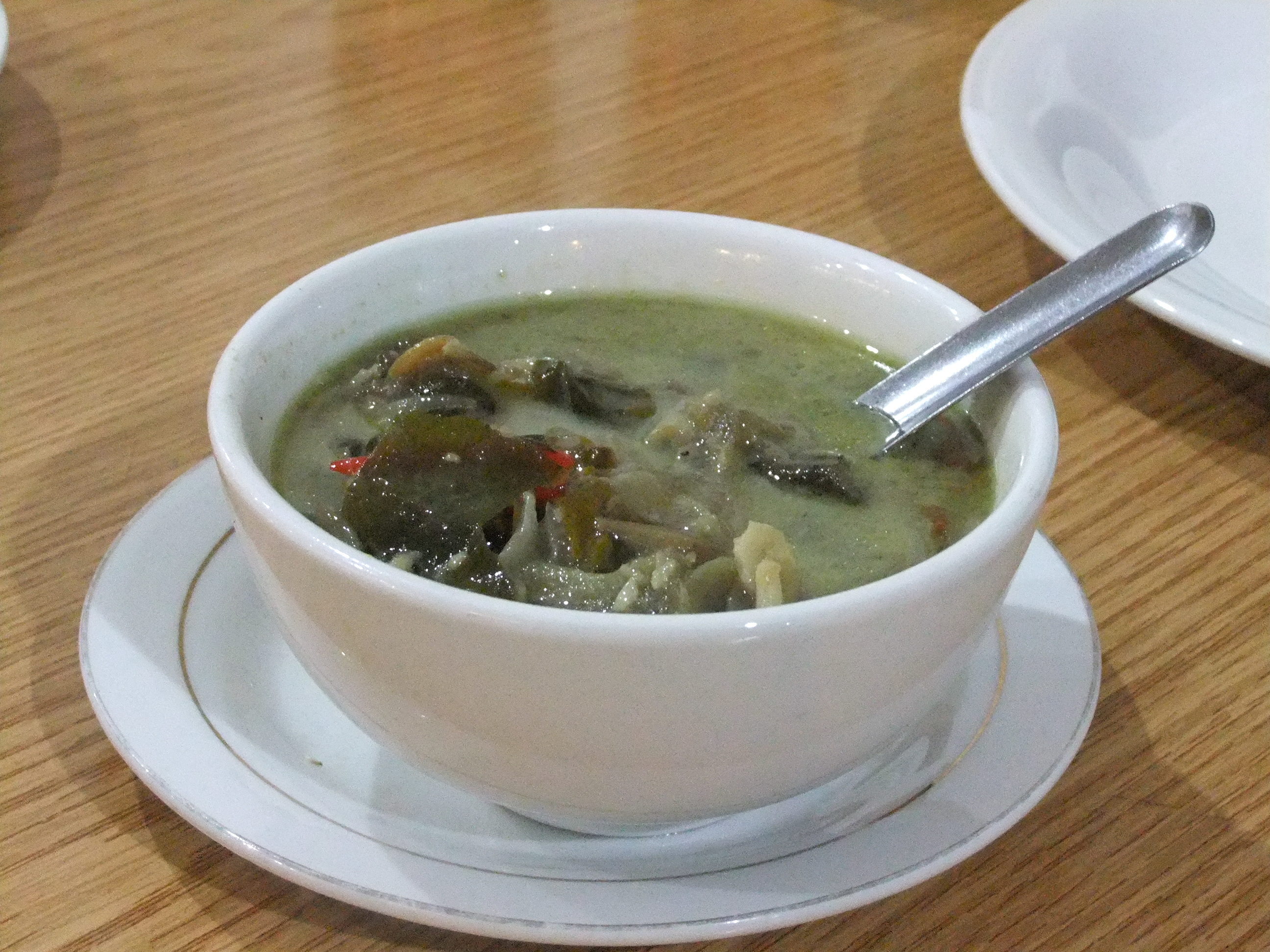
Sajoer lodeh
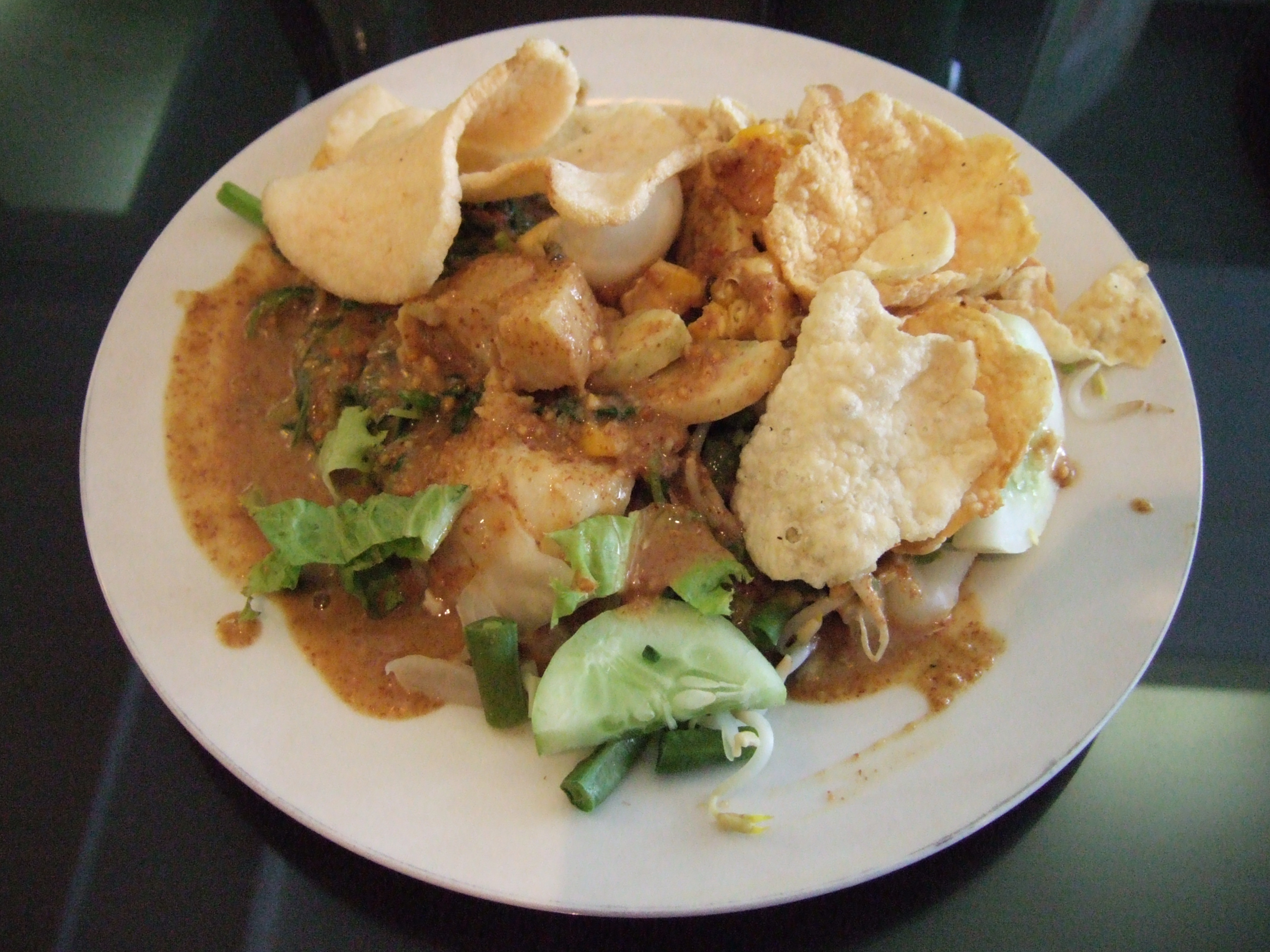
Gado-gado
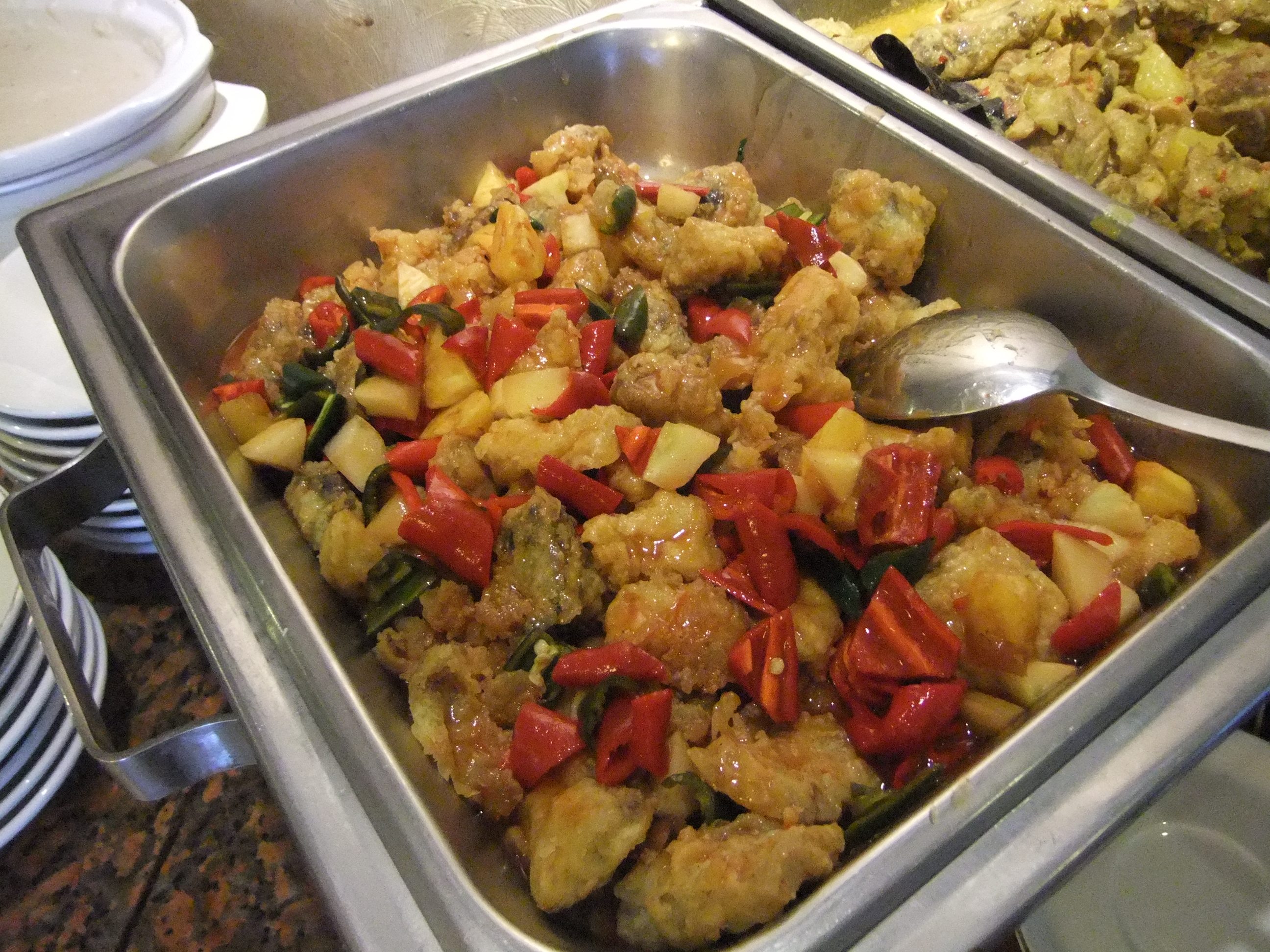
Ikan asam
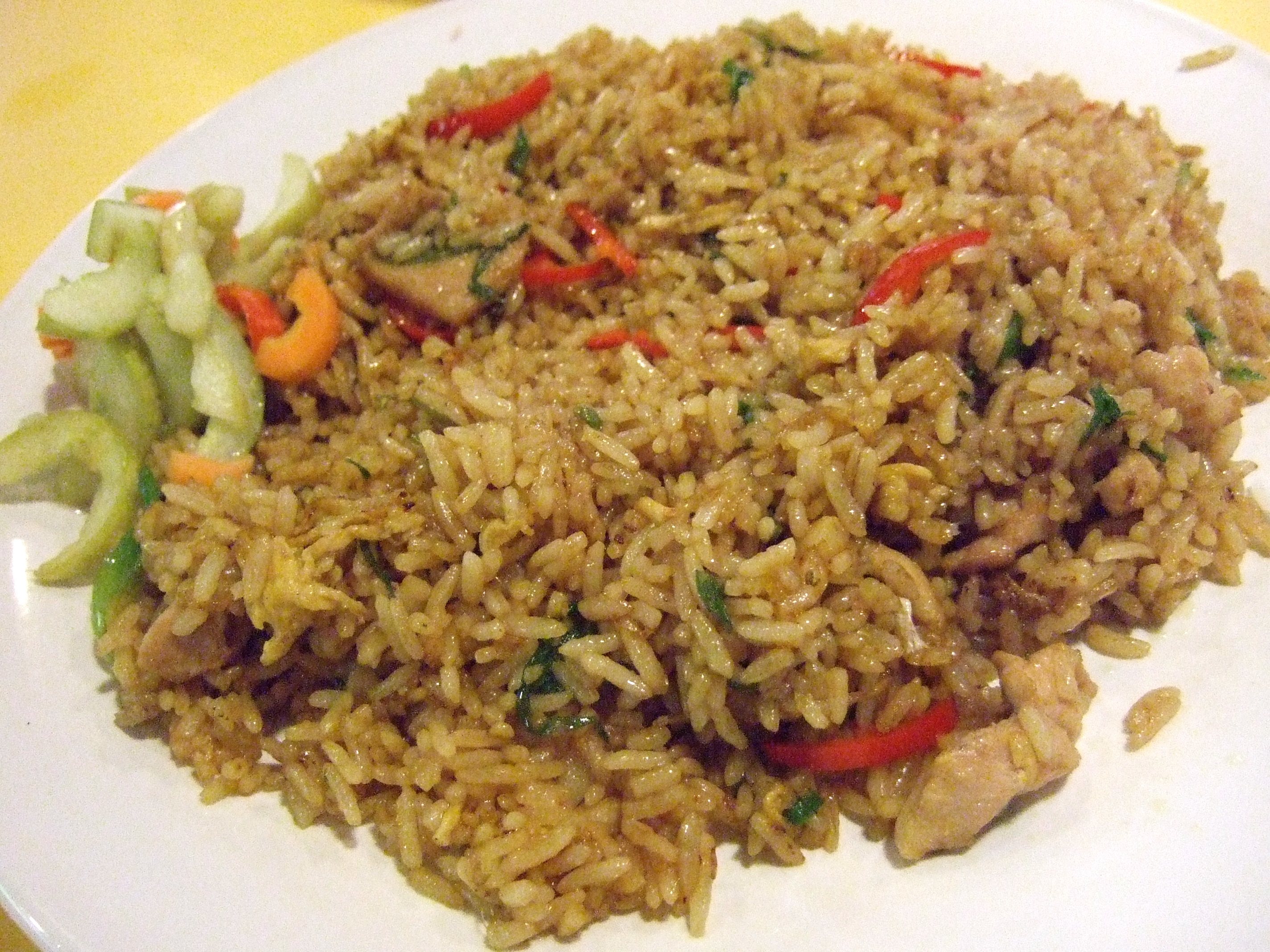
Nasi goreng
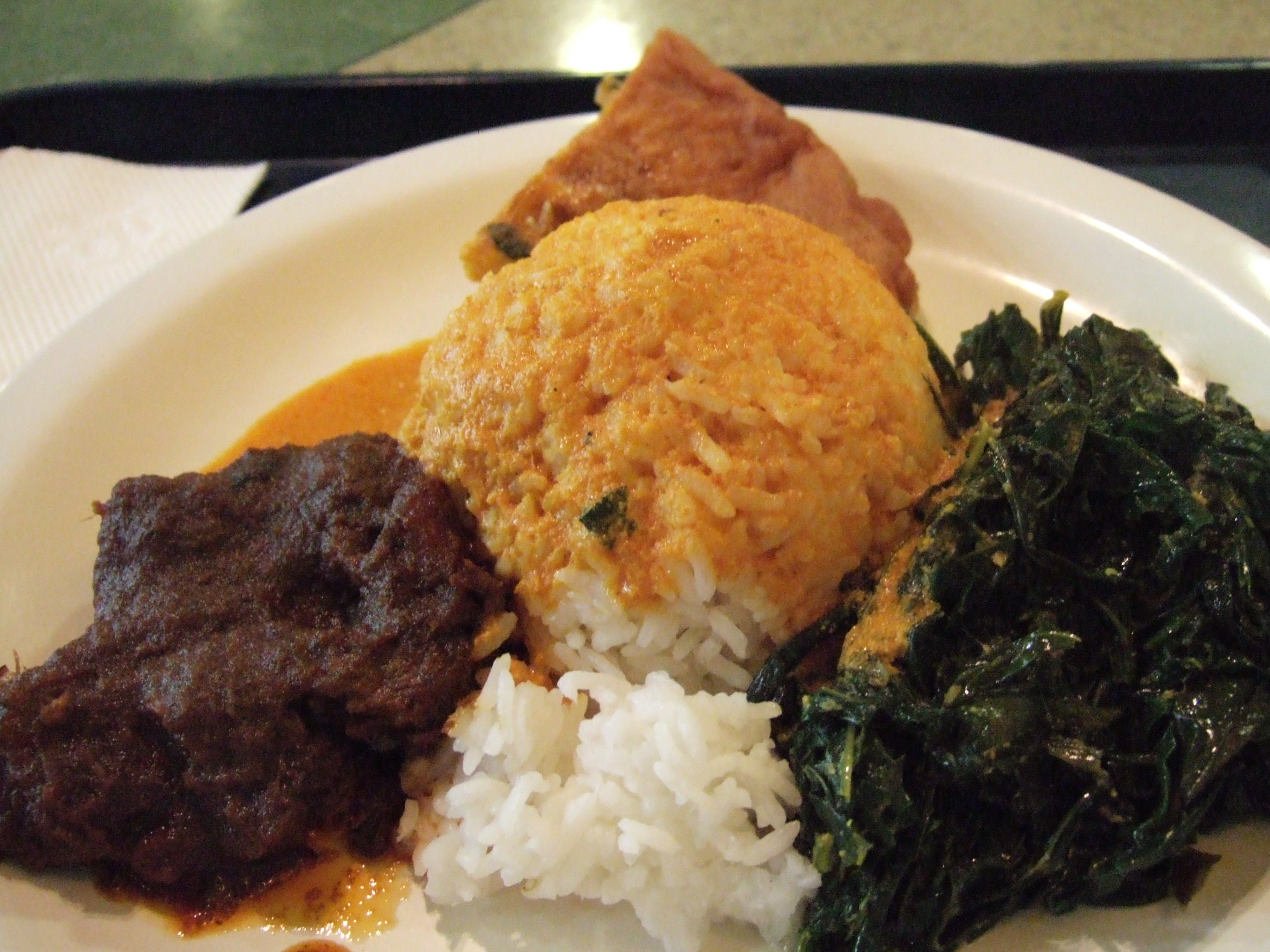
Nasi rames rendang
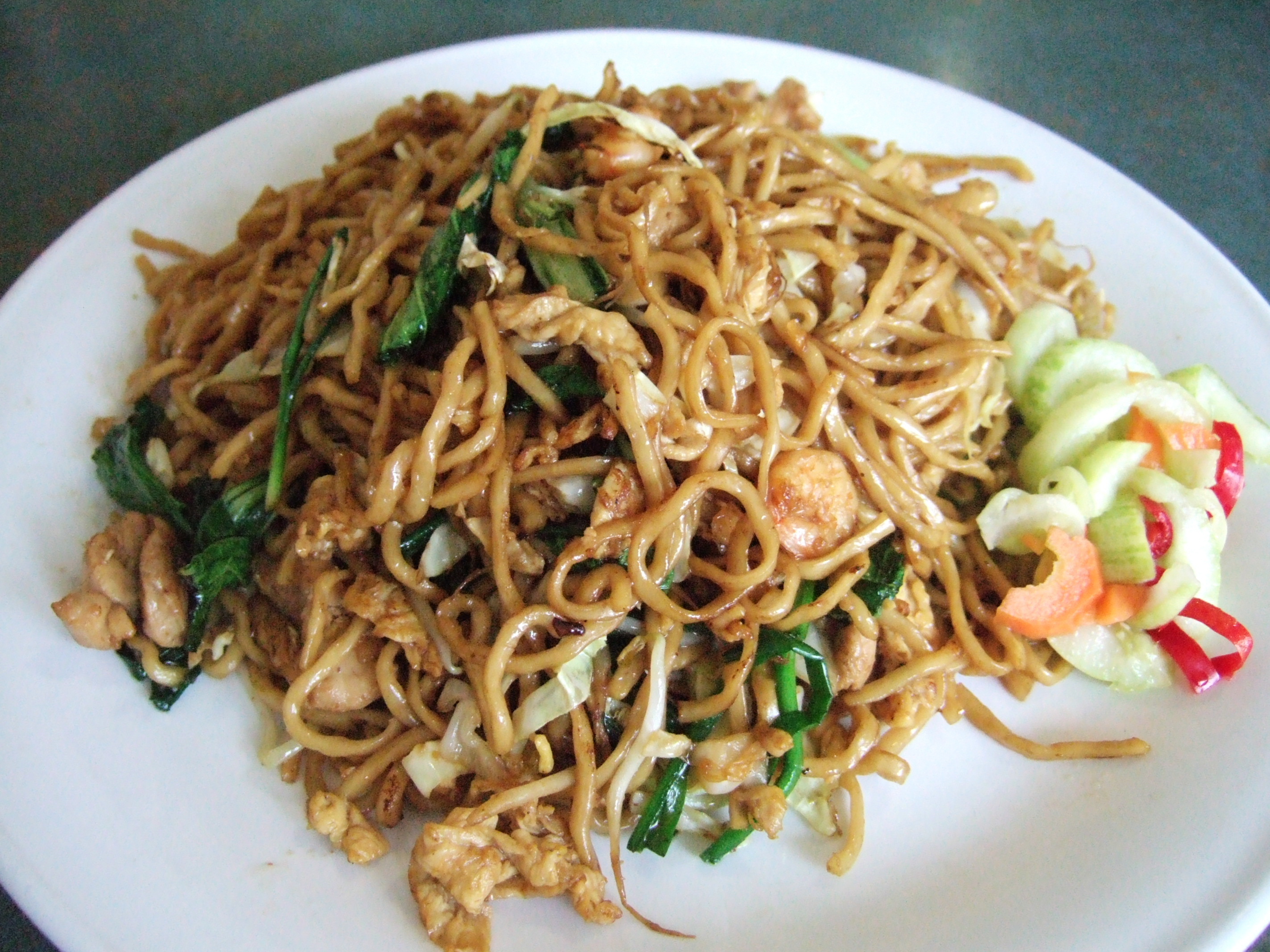
Bami goreng
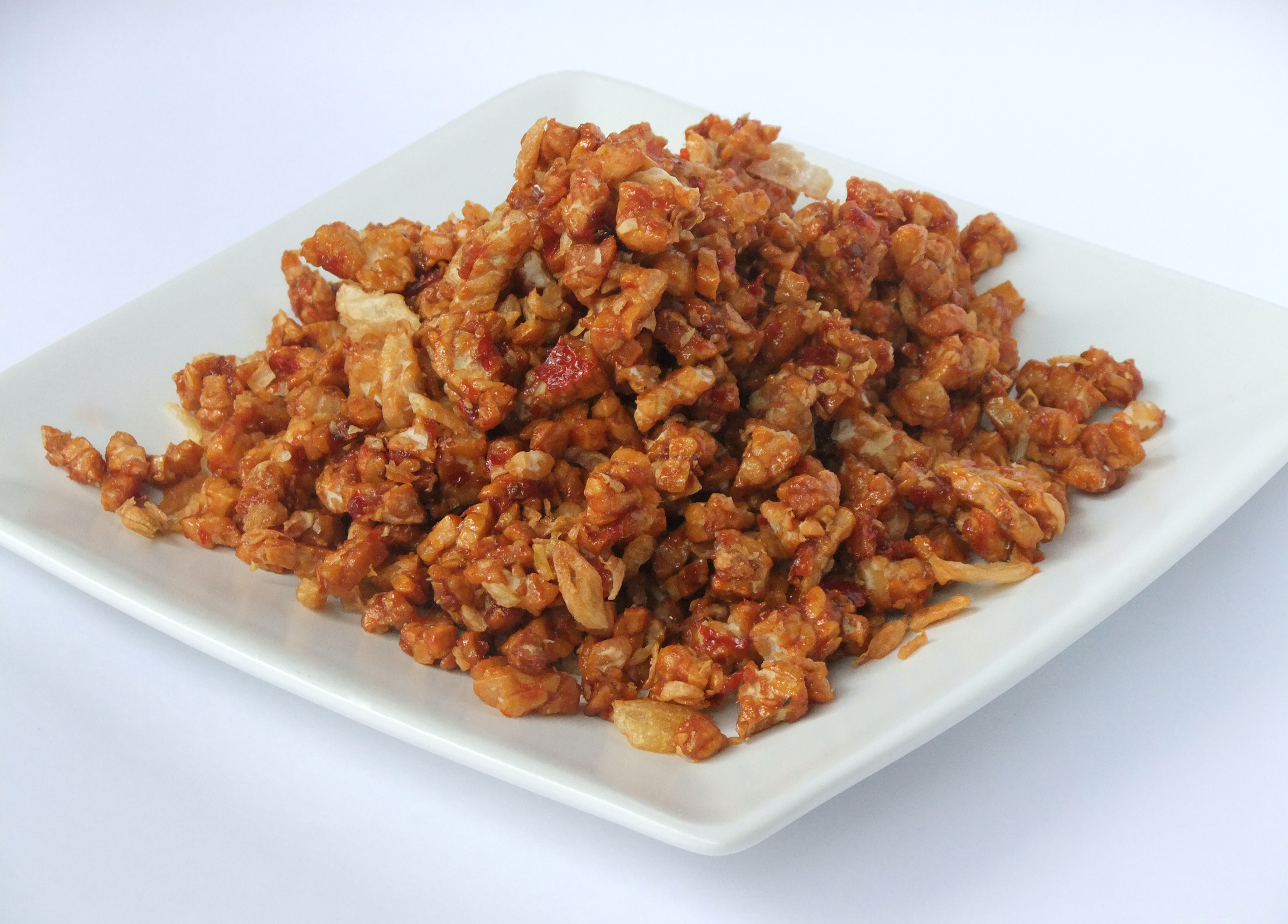
Sambal goreng tempe
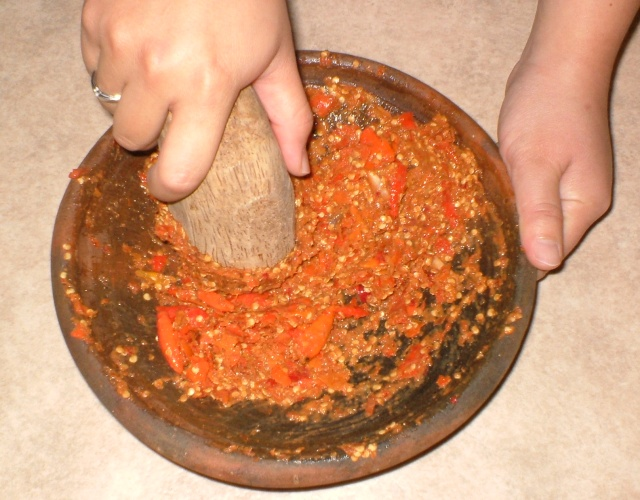
Sambal oelek wordt gemaakt op een cobek
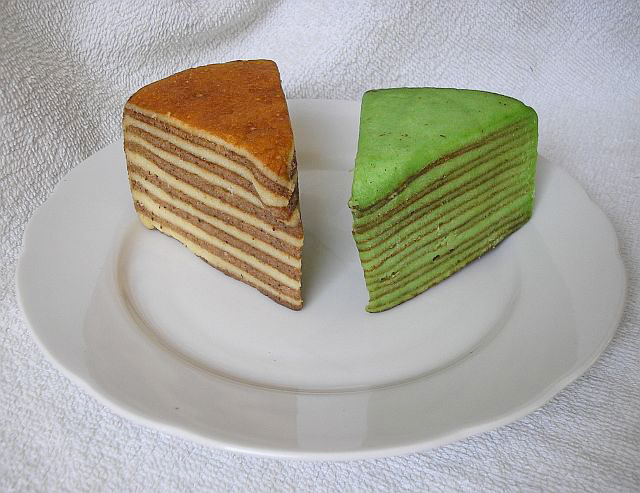
Spekkoek
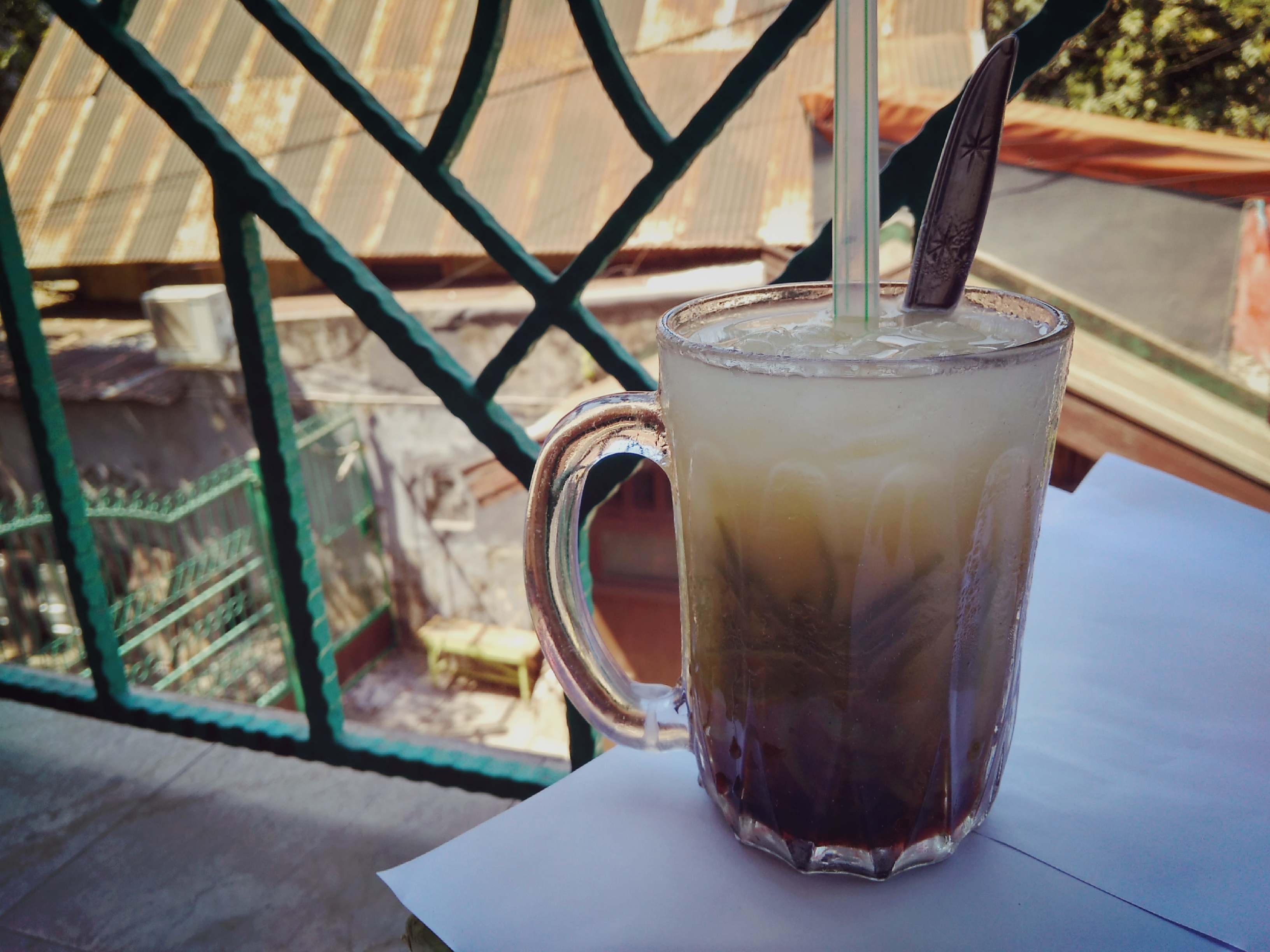
Tjendol, hier de variant es dawet uit het regentschap Banjarnegara